# Quinta Municipal de Subserra
A Quinta Municipal de Subserra é uma quinta localizada no sopé da Serra de Á-do-Formoso na localidade de Subserra, pertencente à Freguesia de Alhandra, São João dos Montes e Calhandriz, município de Vila Franca de Xira. 
A quinta tem um campo polidesportivo, uma vinha, um jardim, um pombal, um palácio e uma piscina.